# Moschea di Fuengirola
La moschea di Fuengirola, chiamata anche Mezquita de Suhail, è un tempio islamico situato nella città di Fuengirola in Spagna. Fu costruito tra il 1983 e il 1994 secondo il disegno dell'architetto Francisco Gamba González.
Come per le Mezquita di Marbella e Malaga, fu finanziata da capitali proveniente dall'Arabia Saudita, appartiene dunque alla corrente wahabí, predominante in Arabia e di tendenza conservatrice.

## Storia
Causa problemi di finanziamento, la costruzione della moschea durò undici anni.
Nel 1983 si realizzò il primo progetto ma non fu inaugurata fino al 1994, quando venne il principe saudita Salman Bin Abdulaziz per farne gli onori e inaugurare ufficialmente il tempio.
Secondo il progetto iniziale, la facciata principale si ispirava al Cuarto Dorado dell'Alhambra, gli archi furono però furono poi sostituiti secondo l'ispirazione iwans iraniana.
Furono modificati anche gli ornamenti e le decorazioni originali Nasridi di sebka del minareto, e si collocarono sfere che non avevano precedenti nell'architettura islamica. 
La Moschea di Fuengirola entrò tristemente nella cronaca nel 2000, quando il suo imam pubblicò il libro "La donna nell'Islam" e fu denunciato da centinaia di associazioni femminili per l'incitamento a picchiare le donne che scrisse nel libro.
Fu condannato a un anno e tre mesi di carcere.